# Джорджеску, Дуду
Ду́ду Джордже́ску (рум. Dudu Georgescu; 1 сентября 1950, Бухарест) — румынский футболист, нападающий. Двукратный обладатель «Золотой бутсы», приза лучшему бомбардиру европейских чемпионатов. 4 раза подряд становился лучшим бомбардиром чемпионата Румынии. Находится на первом месте по числу голов в высшем дивизионе чемпионата Румынии — 252 мяча.

## Карьера
Дуду Джорджеску начал карьеру в молодёжном составе клуба «Прогресул» в 1962 году, куда его привёл его брат. За каждую победу молодым футболистам давали шоколадки. 30 августа 1970 года, в возрасте 20-ти лет, он дебютировал в первой команде клуба, в матче с «Клужем», завершившимся победой Прогресула 1:0. За Прогресул Джорджеску провёл ещё 3 сезона. В 1973 году он перешёл в клуб ЧСМ, там отыграл полгода и перешёл в стан лидера румынского футбола, клуб «Динамо» (Бухарест). В «Динамо» Джорджеску провёл 10 сезонов. С клубом он 4 раза выиграл чемпионат Румынии, 4 раза был серебряным призёром чемпионата Румынии и 1 раз выиграл Кубок Румынии. Также за «Динамо» он выступал в еврокубках, где за 23 матча забил 17 голов. Всю карьеру в «Динамо» Джорджеску преследовали травмы: он сделал две операции на левом плече, получил несколько переломов, у него была удалены мениски на обеих ногах, получил перелома малой берцовой кости, много раз травмировал лодыжки. Затем он играл ещё в нескольких румынских клубах, но особых достижений не добился.
В 1975 и 1977 годах Джорджеску выигрывал Золотой бутсу, приз, вручаемый France Football лучшему бомбардиру европейских первенств. Победу в споре бомбардиров Джорджеску завоёвывал в последних турах национального чемпионата, например в 1977 году, когда он забил 47 голов, 5 мячей он забил в последнем матче чемпионата Румынии.
Завершив карьеру игрока, Джорджеску работал тренером в ЧСМ, «Корвинуле», Аквиле (Джурджу), «Дунэреа» и «Зимбру». Сейчас Джорджеску проживает в Канаде.

## Личная жизнь
Дуду Джорджеску живёт законным браком с 1972 года. У него есть сын, Дуду Джорджеску Младший, родившийся в 1973 году.

## Достижения

### Командные
- Чемпион Румынии: 1975, 1977, 1982, 1983
- Обладатель Кубка Румынии: 1982

### Личные
- Лучший бомбардир чемпионата Румынии: 1975, 1976, 1977, 1978
- Обладатель Золотой бутсы: 1975, 1977
- Футболист года в Румынии: 1976

## Статистика
| 1969/70 | Прогресул         | Дивизион 2 | 27 | ?  | ? | ? | 0 | 0 |
| 1970/71 | Прогресул         | Дивизион 1 | 28 | 5  | ? | ? | 0 | 0 |
| 1971/72 | Прогресул         | Дивизион 2 | 25 | ?  | ? | ? | 0 | 0 |
| 1972/73 | Прогресул         | Дивизион 2 | 14 | ?  | ? | ? | 0 | 0 |
| 1972/73 | ЧСМ (Решица)      | Дивизион 1 | 12 | 7  | ? | ? | 0 | 0 |
| 1973/74 | Динамо (Бухарест) | Дивизион 1 | 33 | 21 | ? | ? | 4 | 5 |
| 1974/75 | Динамо (Бухарест) | Дивизион 1 | 31 | 33 | ? | ? | 3 | 1 |
| 1975/76 | Динамо (Бухарест) | Дивизион 1 | 32 | 31 | ? | ? | 2 | 0 |
| 1976/77 | Динамо (Бухарест) | Дивизион 1 | 31 | 47 | ? | ? | 2 | 0 |
| 1977/78 | Динамо (Бухарест) | Дивизион 1 | 33 | 24 | ? | ? | 2 | 1 |
| 1978/79 | Динамо (Бухарест) | Дивизион 1 | 27 | 13 | ? | ? | 2 | 1 |
| 1979/80 | Динамо (Бухарест) | Дивизион 1 | 19 | 9  | ? | ? | 2 | 4 |
| 1980/81 | Динамо (Бухарест) | Дивизион 1 | 22 | 13 | ? | ? | 0 | 0 |
| 1981/82 | Динамо (Бухарест) | Дивизион 1 | 24 | 11 | ? | ? | 5 | 3 |
| 1982/83 | Динамо (Бухарест) | Дивизион 1 | 8  | 5  | ? | ? | 3 | 3 |
| 1983/84 | Бакэу             | Дивизион 1 | 22 | 4  | ? | ? | 0 | 0 |
| 1984/85 | Глория (Бузэу)    | Дивизион 1 | 28 | 16 | ? | ? | 0 | 0 |
| 1985/86 | Глория (Бузэу)    | Дивизион 1 | 16 | 11 | ? | ? | 0 | 0 |
| 1986/87 | Флакэра           | Дивизион 1 | 4  | 2  | ? | ? | 0 | 0 |
| 1986/87 | Мусчелул          | Дивизион 3 | ?  | ?  | ? | ? | 0 | 0 |
| 1987/88 | Мусчелул          | Дивизион 3 | ?  | ?  | ? | ? | 0 | 0 |